# Kwas zoledronowy
Kwas zoledronowy – fosforoorganiczny związek chemiczny z grupy bisfosfonianów. Jest stosowany jako lek w terapii osteoporozy u kobiet po menopauzie oraz u mężczyzn, u których występuje zwiększone ryzyko złamań kości. Jest też stosowany w celu zapobiegania powikłaniom kostnym u dorosłych pacjentów z zaawansowanym procesem nowotworowym z zajęciem kości.

## Preparaty i dawkowanie
W leczeniu osteoporozy
Standardowa dawka kwasu zoledronowego to 5 mg we wlewie dożylnym podawana raz do roku. Postępowanie takie wykazuje znaczące korzyści w porównaniu do placebo, zmniejszając liczbę złamań kręgosłupa i poprawiając gęstość kości w obserwacji 3-letniej; może również zapobiegać nawracającym złamaniom u pacjentów po złamaniu kości biodrowej.
Preparat: Aclasta (Novartis)
W zapobieganiu powikłaniom kostnym podczas choroby nowotworowej
Standardowa dawka kwasu zoledronowego to 4 mg we wlewie dożylnym podawana raz na 3–4 tygodnie. Zapobiega to powikłaniom, takim jak złamania patologiczne, złamania kompresyjne kręgów, hiperkalcemia wywołana chorobą nowotworową.
Preparaty: Zometa (Novartis), Zomikos (Vipharm)
W leczeniu chorób nowotworowych z przerzutami
Kwas zoledronowy jest stosowany w leczeniu przerzutów do kości, a badania w Washington University School of Medicine w St. Louise wskazują, że może być skuteczny również w zapobieganiu przerzutom.
Preparat: Zometa (Novartis)

## Efekty uboczne
Działania uboczne obejmują zmęczenie, niedokrwistość, bóle mięśniowe, gorączkę, obrzęk stóp i kończyn dolnych. Objawy grypopodobne są częste po pierwszej infuzji kwasu zoledronowego, jednak nie występują po kolejnych podaniach leku.
Kwas zoledronowy jest szybko usuwany z ustroju przez nerki. Dlatego też jego podawanie jest niewskazane u pacjentów z upośledzoną funkcją nerek lub chorobą nerek.
Rzadkim powikłaniem, które obserwuje się szczególnie u pacjentów onkologicznych leczonych bisfosfonianami, jest martwica kości szczęki. Powikłanie to obserwowane jest szczególnie u pacjentów ze szpiczakiem mnogim, u których wykonana była ekstrakcja zęba.
W trakcie leczenia lekami z grupy bisfosfonianów należy regularnie odbywać kontrole stomatologiczne. Jeśli istnieje konieczność zabiegu stomatologicznego – należy o tym powiadomić lekarza prowadzącego leczenie lekiem z grupy bisfosfonianów.

## Przeciwwskazania
- upośledzona funkcja nerek (kreatynina >3 mg/dl)
- ciąża
- porażenie